# 母道
母道（越南语：／），是越南特有的民间信仰。越南的母亲崇拜是一种由来已久的本土信仰，将母亲视为偶像，具有保护人民的力量。在2016年12月1日的联合国教科文组织非物质文化遗产保护政府间委员会第十一届会议上，联合国教科文组织正式将“三界母亲女神信仰习俗”列入人类非物质文化遗产代表作名录。

## 信仰形式
越南北部地区起源于古代的母神崇拜，从史前到15世纪以前封建国家相对应的神明形式，以国母、王母、聖母等为名称的神明。大约15世纪后，又形成三府和四府的母神体系。在中南部地区，不仅有三府和四府的系统还有四位聖娘、五行婆（越南语：／）、天依阿那、波那加。顺化的民间信仰结合了佛教、道教与母神崇拜以及其他信仰，顺化的天仙圣教起源于山南会与阮朝玉盏殿的融合。 山南会来自南定，在阮朝之前就移居到顺化，该教会的典型信仰是母神崇拜与道教结合。玉盏殿原本是占族的波那加寺庙，京族将婆那加女神“本土化”为天依阿那，被尊为“至高神”。京族迁徙到南部时，既带来了古老的宗教传统，也受到了当地民族的影响，因此在信仰上也是多样化的。既信奉北方的五行婆、四位聖娘、水龍婆（越南语：／）、主洞婆（越南语：／）、祖家婆（越南语：／），又崇拜南方诸如主處婆、黑婆、主玉婆（越南语：／）、天后婆（越南语：／）等母神。

## 习俗
候影是母道最重要的仪式，其中祭司模仿神灵的穿着和行为。许多人将其与另一种叫蓮僮的灵媒混淆。虽然一些母道教祭司有灵媒的能力，但候影并不会被附體，执行仪式的宗教领袖作为人与神灵之间的调解代理人。越南政府最初禁止这种仪式，认为它们是迷信，但在1987年再度被允许。

## 体系
四府是母道最主要信仰系统，崇拜越南本土神灵，但也受中国神话中的人物、道教、佛教的影响，最常见于北方。不同地区的其他形式也对其他地方信仰产生了干扰。四府包括天、山、水、地四府。这个系统被称为“四府公同”，分为以下层级：
- 聖帝天府𢂜吒、地府𢂜吒、水府𢂜吒、岳府𢂜吒。
- 聖母上天母（英语：Mẫu_Thượng_Thiên）、陆宮聖母（英语：Mẫu_Địa）（柳杏公主）、水宮聖母（英语：Mẫu_Thoải）、林宮聖母（英语：Mẫu_Thượng_Ngàn）。
- 尊官通常为五位尊官，也有十位的说法。

- 聖朝大多数四府信徒将此体系称为十二朝婆。
- 聖皇十位聖皇。

- 聖姑与聖朝类似的十二聖姑。
- 聖舅十位聖舅。
- 五虎神将，五虎象征五行。
- 小青、白素贞神将，青白二蛇象征光影。

除此之外，还有不少被歌颂和赞美的本土神灵，如橐披主、南方婆主等。上面是最常见的神祇，被母道大多数信徒认可，此外还有一些地方的本地神灵。

## 宗教场所
母道教的多称府、殿、祠。
重要的有位于河内的云府、顺美祠、安寿祠等，其中皆供奉有柳杏圣母。
而建于各地府、殿、祠多为子孙庙，由庙主家族承袭。

### 祖祠
位于越南云葛社建有圣母祠，从后黎朝开始到阮朝皆受奉祠。